# Oberlungwitz
Oberlungwitz település Németországban, azon belül Szászország tartományban. Lakosainak száma 5812 fő (2023. december 31.).

## Népesség
A település népességének változása:
| Lakosok száma | 6324 | 5924 | 5881 | 5842 | 5827 | 5812 |
|               | 2010 | 2017 | 2019 | 2021 | 2022 | 2023 |